# Javi Moreno
Javier „Javi“ Moreno Valera (* 10. September 1974 in Silla) ist ein ehemaliger spanischer Fußballspieler.

## Karriere

### Verein
Morenos professionelle Karriere begann beim FC Barcelona B in der Segunda División. Nach kurzen Gastspielen beim FC Córdoba und Yeclano Deportivo landete er in der Rückrunde der Saison 1997/98 erstmals beim damaligen Zweitligisten Deportivo Alavés. Der Verein stieg am Saisonende auf, Moreno hingegen entschied sich zu einem Verbleib in der zweiten Liga und wechselte zu CD Numancia. Dort entwickelte er sich in der Spielzeit 1998/99 zum Schlüsselspieler und trug mit seinen Leistungen dazu bei, dass Numancia erstmals in der Vereinsgeschichte in die Primera División aufstieg.
Kurze Zeit nach dem Aufstieg mit Numancia kehrte Moreno zu Deportivo Alavés zurück und machte sich dort schließlich einen Namen. In der Spielzeit 1999/2000 qualifizierte er sich mit dem Verein aus dem Baskenland für den UEFA-Pokal. In der Saison 2000/01 war er mit 22 Toren drittbester Torjäger der spanischen Liga. Darüber hinaus sorgte er mit seiner Mannschaft auch auf europäischer Ebene für Furore: Im Achtelfinale des UEFA-Pokals warf man Inter Mailand aus dem Wettbewerb. So gelang dem Verein bei der ersten Europokalteilnahme der Vereinshistorie sogleich der Einzug ins Finale. Im Endspiel gegen den FC Liverpool lag Alavés bereits zur Halbzeit mit 1:3 zurück, ehe Moreno sein Team unmittelbar nach der Pause mit einem Doppelpack zurück ins Spiel brachte. Die Partie ging daraufhin in die Verlängerung und letztlich mit 4:5 verloren.
Durch seine Leistungen in dieser Spielzeit zog Moreno das Interesse einiger europäischer Topklubs auf sich. Zur Saison 2001/02 wechselte er daraufhin in die Serie A zur AC Mailand. In Italien konnte sich Moreno jedoch von Beginn an nicht durchsetzen. So kehrte er nach nur einem Jahr in Mailand nach Spanien zurück und unterschrieb einen Vertrag beim Erstligaaufsteiger Atlético Madrid. Zunächst noch regelmäßig eingesetzt, musste Moreno auch in der spanischen Hauptstadt immer häufiger die Bank drücken. In der Rückrunde der Saison 2003/04 wurde er daraufhin an die Bolton Wanderers in die Premier League ausgeliehen. Auch dort blieb der Stürmer jedoch torlos und verlor mit dem Verein das Finale des Ligapokals gegen den FC Middlesbrough.
Anschließend vollzog Moreno einen weiteren Vereinswechsel und landete bei Real Saragossa. In Aragonien war Moreno zunächst Stammspieler. Mit einem Tor im Finalrückspiel der Supercopa de España 2004 gegen den FC Valencia trug er zum Titelgewinn bei. Daraufhin bestritt er jedoch nur noch 18 Ligaspiele und vollzog einen radikalen Schritt. Er verließ den spanischen Erstligisten und wechselte in die Segunda División B, die dritte spanische Liga, zu seinem ehemaligen Verein FC Córdoba. Auf diesem Niveau fand Moreno wieder zu alter Form. In der Saison 2006/07 war er mit 24 Toren der Toptorschütze der Liga und verhalf seinem Team zum Aufstieg in die Segunda División. Nach drei Jahren in Córdoba wechselte Moreno zum Drittligaverein UD Ibiza. Da er dort nicht auf die erhofften Einsatzzeiten kam, beendete er im Jahr 2008 schließlich seine Karriere. Ein Jahr später kehrte Moreno mit 35 Jahren nochmals zum aktiven Fußball zurück und bestritt einige Spiele für den Drittligaklub Lucena CF, ehe er seine Karriere endgültig beendete.

### Nationalmannschaft
Moreno debütierte infolge seiner starken Saison 2000/01 bei Deportivo Alavés am 28. Februar 2001 für die spanische Nationalmannschaft im Rahmen eines Freundschaftsspiels gegen England. Im Laufe des Jahres bestritt er insgesamt fünf Länderspiele und schoss in einem Qualifikationsspiel zur WM 2002 gegen Bosnien-Herzegowina ein Tor. Anschließend wurde er in der Selección jedoch nicht mehr berücksichtigt.

## Erfolge
Mit dem Verein
- 1998: Aufstieg in die Primera División
- 1999: Aufstieg in die Primera División
- 2001: UEFA-Pokal-Finalist
- 2004: Gewinn der Supercopa de España
- 2007: Aufstieg in die Segunda División

Persönliche Auszeichnungen
- 2007: Torschützenkönig der Segunda División B (24 Tore)